# Szépséges Álmodó
Szépséges Álmodó  egy kitalált szereplő a Marvel Comics képregényekből. Megalkotói Louise Simonson és June Brigman.

## A szereplő története
A Szépséges Álmodó először akkor tűnt fel, mikor az empatikus képességű Annalee kedvéért megpróbálta megváltoztatni a Power Kölykök (Power Pack) emlékeit, hogy azok velük maradjanak a Morlockok között. Két X-Men, Árnyék és Kitty Pryde meghiúsította a tervet.
Azon kevesek között volt, akik megmenekültek a Martalócok Mészárlása elől, az X-Men segítségével, ami során a kolóniájuk legnagyobb részét halomra ölték az alagutakban és a hírhedt M-day után is megőrizte képességeit.

## Különleges képességei
Ha képességeit a cigarettájára koncentrálja, az abból felszálló „álomfüst” segítségével meg tudja változtatni mások emlékeit.